# Hugh IV. Ciprski
Hugh IV. Ciprski, ciprski plemič, * 1295, † 10. oktober 1359.
Bil je kralj Cipra (1324-1358) in kralj Jeruzalema.
1. 1 2 3  Cawley C. Medieval Lands: A prosopography of medieval European noble and royal families
2. 1 2 3  WikiTree — 2005.